# Gymnelia jujuyensis
Gymnelia jujuyensis är en fjärilsart som beskrevs av Jörgensen. Gymnelia jujuyensis ingår i släktet Gymnelia och familjen björnspinnare. Inga underarter finns listade i Catalogue of Life.